# Sami Khedira
Sami Khedira [ˈsaːmi xeˈdiːra] (* 4. April 1987 in Stuttgart) ist ein ehemaliger deutscher Fußballspieler, der vor allem im zentral-defensiven Mittelfeld eingesetzt wurde. Er war von seiner Jugend an bis Juli 2010 für den VfB Stuttgart aktiv, mit dem er 2007 die deutsche Meisterschaft gewann, und debütierte dort 2009 als deutscher Nationalspieler, ehe er nach der Weltmeisterschaft 2010 zu Real Madrid wechselte.
In Madrid feierte Khedira bis 2015 seine größten Erfolge und gewann nacheinander die Copa del Rey, die spanische Meisterschaft sowie 2014 die UEFA Champions League und die FIFA-Klub-WM. Im selben Jahr wurde er mit der deutschen Nationalmannschaft in Brasilien Weltmeister. Er gehörte dabei zu den sechs Spielern der deutschen WM-Auswahl, die zuvor 2009 mit der U21 Europameister geworden waren. Von 2015 bis 2021 spielte er für Juventus Turin und wurde mit dem Verein fünfmal italienischer Meister und dreimal Pokalsieger. Im Januar 2021 wechselte er zu Hertha BSC und beendete nach der Saison 2020/21 seine aktive Karriere.

## Herkunft und Ausbildung
Sami Khedira ist Sohn einer Deutschen und eines Tunesiers, die sich in der tunesischen Stadt Hammamet kennengelernt hatten. Er wuchs in Fellbach-Oeffingen mit zwei Brüdern auf, von denen Rani ebenfalls Profifußballer ist. Neben der deutschen besitzt Khedira auch die tunesische Staatsangehörigkeit.
Nach der mittleren Reife begann Khedira eine Ausbildung zum Industriekaufmann in Winnenden. Diese gab er nach eineinhalb Jahren auf, nachdem ihn der Trainer Rainer Adrion aus dem A-Junioren-Bereich in die Amateurmannschaft des VfB Stuttgart aufgenommen hatte.

## Vereinskarriere

### Jugend
Sami Khedira, der die französischen Fußballspieler Zinédine Zidane und Patrick Vieira zu seinen Vorbildern zählte, war in der Jugend des TV Oeffingen in Fellbach aktiv, als er 1995 als Achtjähriger auf einem Turnier in Wernau von Talentspähern des VfB Stuttgart beobachtet wurde und daraufhin nach Stuttgart wechselte. Er durchlief die Jugendteams des VfB Stuttgart und wurde als Mannschaftskapitän Deutscher B- und A-Jugendmeister. An der Seite der späteren Nationalspieler Andreas Beck und Serdar Taşçı spielte er in der B-Junioren-Regionalliga. Als Meister der Regionalliga Süd nahm Khedira mit der Mannschaft des VfB Stuttgart an der Endrunde zur deutschen B-Jugendmeisterschaft 2003 teil und unterlag im Finale mit 1:4 gegen Hertha BSC. Nach wiederholter Regionalligameisterschaft führte Khedira die Schwaben als Mannschaftskapitän im darauffolgenden Jahr erneut ins Endspiel um die deutsche B-Jugendmeisterschaft. Dort traf man vor 2.000 Zuschauern im Stadion der Freundschaft auf den Gastgeber Energie Cottbus. Durch ein 2:1, bei dem Sami Khedira in der 12. Minute den 1:0-Führungstreffer erzielte, wurden die Stuttgarter deutscher B-Jugendmeister 2004.
Nach dem Wechsel zu den A-Junioren des Vereins spielte er in der A-Junioren-Bundesliga. Am 28. März 2005 kam er als A-Jugendlicher zu seinem ersten Einsatz für die in der damals drittklassigen Regionalliga Süd spielende Amateurmannschaft des VfB, als er bei der 2:4-Auswärtsniederlage beim SC Pfullendorf in der Startelf stand. Auch in der Folgezeit lief er regelmäßig für die A-Junioren sowie die Regionalligamannschaft auf. Im weiteren Saisonverlauf musste Khedira aufgrund von Knieproblemen am Außenmeniskus operiert werden, wodurch er beim Gewinn der deutschen A-Jugendmeisterschaft 2005 nicht auf dem Platz stand. Nach erfolgter Operation und Rückkehr in die Mannschaft trainierte Khedira unter Stuttgarts Trainer Trapattoni erstmals bei den Profis des Vereins. Als die Beschwerden im Knie jedoch bald zurückkehrten, wurde eine weitere Operation und eine dreimonatige Rehabilitation in Donaustauf notwendig, wodurch er die gesamte Rückrunde der Saison 2005/06 ausfiel. Die Ärzte rieten Khedira, mit dem Leistungssport aufzuhören, jedoch fand er mit den Ärzten Müller-Wohlfahrt und Boenisch zwei Mediziner, die ihm halfen, seine Verletzung zu überwinden.

### VfB Stuttgart

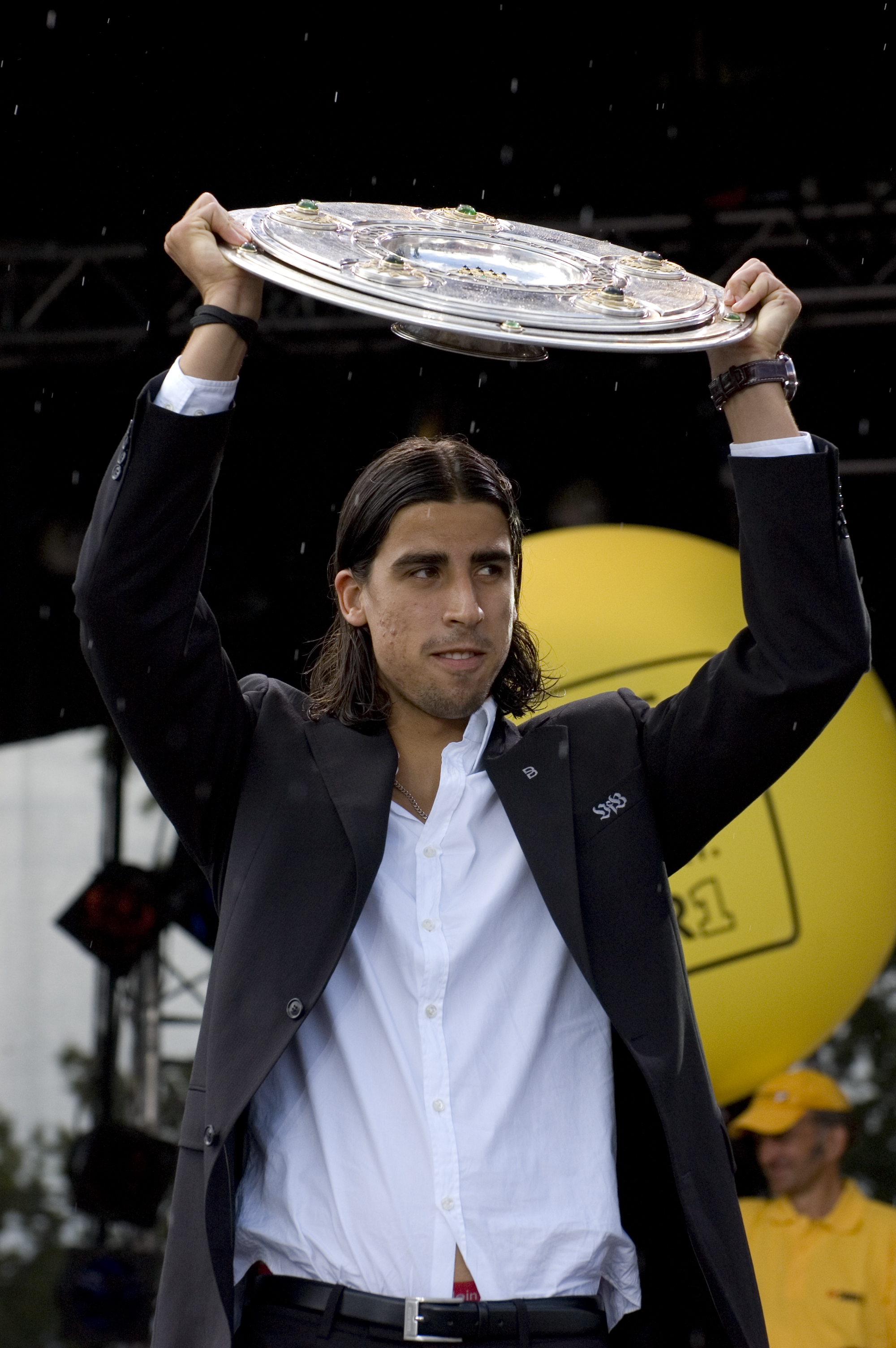
Khedira 2007 mit der Meisterschale nach dem Titelgewinn mit dem VfB Stuttgart

Zur Saison 2006/07 bestritt der nun endgültig den Junioren entwachsene Khedira eine schmerzfreie Saisonvorbereitung mit der von Amateurtrainer Rainer Adrion betreuten zweiten Mannschaft des VfB. In den ersten neun Saisonspielen in der Regionalliga Süd kam er jeweils 90 Minuten zum Einsatz und erzielte beim 4:1-Auswärtssieg gegen 1860 München II auch ein Tor. Nach sechs Siegen und drei Unentschieden stand die VfB-Reserve Ende September an der Tabellenspitze, und Sami Khedira wurde aufgrund seiner überzeugenden Leistungen von Trainer Armin Veh in den Profikader der Schwaben berufen. Sein Bundesligadebüt gab er am 1. Oktober 2006 im Berliner Olympiastadion. Khedira wurde beim 2:2-Unentschieden gegen Hertha BSC in der Nachspielzeit eingewechselt und blieb ohne Ballkontakt, da Schiedsrichter Kinhöfer das Spiel kurze Zeit später beendete. Bereits eine Woche später stand der damals 19-Jährige im Stuttgarter Gottlieb-Daimler-Stadion in der Startformation im Spiel gegen Bayer 04 Leverkusen, welches der VfB mit 3:0 gewann und damit den ersten Heimsieg der Saison perfekt machte. Von da an spielte Khedira regelmäßig. Er erzielte am 29. Oktober 2006 im Spiel gegen den FC Schalke 04 seine ersten beiden Bundesligatore.
Am 29. Januar 2007 unterschrieb er seinen ersten Profivertrag beim VfB, der ihn bis zum Sommer 2009 an den Verein band. Am 19. Mai 2007, dem letzten Spieltag der Saison, köpfte er gegen Energie Cottbus das entscheidende 2:1-Siegtor, das den Gewinn der deutschen Meisterschaft für den VfB Stuttgart perfekt machte. Am 9. Juli 2008 verlängerte Khedira seinen Vertrag beim VfB bis Juni 2011.
Am 13. Dezember 2008 erzielte er gegen den FC Bayern München ein Tor in der Nachspielzeit und vereitelte damit die Herbstmeisterschaft der Münchner. Dieser Treffer wurde zum Tor des Monats im Dezember 2008 gewählt.

### Real Madrid

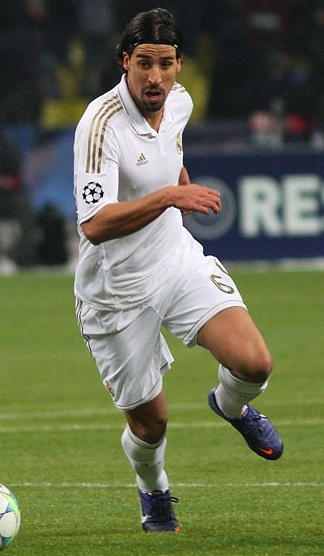
Khedira 2012 im Trikot von Real Madrid

Nach der Weltmeisterschaft 2010 in Südafrika wurde neben anderen europäischen Vereinen auch Real Madrid mit dem zum Beginn der Saison 2010/11 neu verpflichteten Trainer José Mourinho auf Khedira aufmerksam. Am 30. Juli 2010 wechselte er nach fast 100 Erstligaspielen in Deutschland zum spanischen Klub und unterschrieb einen Fünfjahresvertrag.
Sein Debüt für seinen neuen Verein gab er am 13. August 2010 gegen den FC Bayern München in einem Testspiel. Sein erstes Pflichtspiel für Real Madrid absolvierte er am 29. August 2010 (1. Spieltag) beim torlosen Unentschieden im Auswärtsspiel gegen den RCD Mallorca, als er in der 70. Minute für Álvaro Arbeloa eingewechselt wurde. Sein erstes Tor für Real Madrid erzielte Khedira am 18. Oktober 2011 beim Champions-League-Gruppenspiel gegen Olympique Lyon. Am 4. März 2012 traf er beim 5:0-Sieg gegen Espanyol Barcelona erstmals auch in einem Spiel der Primera División. Zur Überraschung der Fachwelt etablierte sich Khedira bei den Madrilenen schnell zum Stammspieler, der neben Spielgestalter Xabi Alonso als defensiver „Mittelfeldabräumer“ agierte. In allen 19 Hinrundenspielen in der Liga stand er im Aufgebot, davon 15-mal in der Startaufstellung. In der Rückrunde kamen allerdings nur noch wenige Einsätze hinzu, da er zweimal wegen Muskelverletzungen einige Zeit ausfiel. Er war aber am 20. April 2011 dabei, als Real Madrid im Finale gegen den FC Barcelona die Copa del Rey gewann. Er war von Beginn an bis zu seiner Auswechslung direkt nach dem entscheidenden 1:0-Führungstreffer in der 104. Spielminute im Einsatz.
In seinem zweiten Jahr in Madrid kam Khedira erst am vierten Spieltag zum Einsatz und erhielt in dem Spiel seinen ersten Platzverweis (Gelb-Rot). Ab dem neunten Spieltag stand er aber wieder in der Stammmannschaft und spielte dann bis auf eine kurze Auszeit nach einer Bänderdehnung fast alle Partien bis zum Saisonende. Am 21. April 2012 erzielte er beim 2:1-Auswärtssieg im Clásico gegen den FC Barcelona im Camp Nou den ersten Treffer des Spiels. Durch diesen Sieg vergrößerte sich der Vorsprung Madrids auf den Tabellenzweiten aus Barcelona in der Primera División 2011/12 bei noch vier ausstehenden Spielen auf sieben Punkte. In den folgenden beiden Partien hielten Khedira und Real diesen Vorsprung, womit Sami Khedira erstmals mit Madrid spanischer Meister wurde. Khedira und Real brachen mit 100 erreichten Punkten am Saisonende den Punkterekord der Primera División. In der Champions League war er wie im Vorjahr achtmal zum Einsatz gekommen, bevor Real erneut im Halbfinale ausschied.
Am Anfang der Saison 2012/13 gewann Khedira mit Real Madrid gegen den FC Barcelona die Supercopa de España und war dabei in beiden Spielen gegen den Pokalsieger über die volle Spieldistanz für den spanischen Meister im Einsatz. In der Liga kam er in den ersten zwei Spielen nicht zum Einsatz, danach spielte er aber bis zum 29. Spieltag immer, abgesehen von vier Spielen, die er aufgrund eines Muskelfaserrisses nicht bestreiten konnte. Zum Ende der Saison stand Khedira viermal nicht im Kader und war zudem an einem Spieltag gesperrt. In der Copa del Rey kam Khedira zu sechs Einsätzen, auch im Finale gegen Atlético Madrid, das Real Madrid mit 1:2 n. V. verlor. In der Champions League kam Khedira nur während seiner Verletzung nicht zum Einsatz, ansonsten spielte er bis zur Halbfinalniederlage gegen Borussia Dortmund immer.
Zum Beginn der Saison 2013/14 kam Khedira zu elf Ligaeinsätzen und vier Einsätzen in der Champions League, bevor er sich einen Kreuzbandriss zuzog, woraufhin er ein knappes halbes Jahr pausieren musste. Er konnte dadurch in 21 Ligaspielen, 8 Champions-League-Spielen und beim kompletten spanischen Pokal, den Real Madrid ohne ihn gewann, nicht spielen. Nach seiner Verletzung stand er am 4. Mai 2014 am 36. Spieltag gegen den FC Valencia erstmals wieder im Kader, am 37. Spieltag gegen Celta de Vigo erstmals wieder in der Startelf. Auch im UEFA-Champions-League-Finale 2014 gegen Atlético Madrid stand Khedira in der Startelf und wurde nach 59 Minuten ausgewechselt.
Die Saison 2014/15 begann für Khedira mit einer Verletzung. Nach zwei Ligaspielen zog er sich einen Muskelbündelriss zu und musste knapp zwei Monate pausieren. Nach seinem Comeback in der Champions League gegen den FC Liverpool bestritt er zwei Ligaspiele und zwei Pokalspiele, bevor er wegen einer Rückenverletzung erneut pausieren musste. Nachdem er diese Verletzung auskuriert hatte, verletzte er sich erneut. Diesmal musste er wegen einer Gehirnerschütterung rund zwei Wochen pausieren. Danach spielte er bis zum Jahreswechsel 2014/15 in neun Spielen in verschiedenen Wettbewerben, verletzte sich im neuen Jahr jedoch erneut.

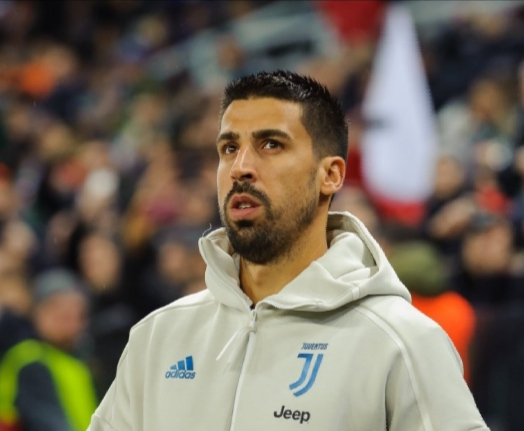
Sami Khedira als Spieler von Juventus Turin (2019)

### Juventus Turin
Am 9. Juni 2015 unterzeichnete Khedira bei Juventus Turin einen bis Juni 2019 datierten Vertrag, der zur Saison 2015/16 in Kraft trat. Wegen einer Muskelverletzung war er zum Saisonstart in Italien nicht einsatzfähig. Sein erstes Pflichtspiel für Juventus absolvierte Khedira am 30. September 2015 in der UEFA Champions League 2015/16 gegen den FC Sevilla. Vier Tage später erzielte er bei seinem Serie-A-Debüt gegen den FC Bologna das Tor zum 3:1-Endstand. Am Ende der Saison wurde Juventus Meister und Pokalsieger, genauso wie 2016/17 und 2017/18. 2016/17 stand Juventus zudem im Champions-League-Finale, was man allerdings mit 1:4 gegen Khediras Ex-Club Real Madrid verlor. 2018/19 und 2019/20 wurde Juventus jeweils nur Meister. Insgesamt gewann Khedira in Italien mit Juventus fünf Meister- und drei Pokaltitel. Mit den Jahren kam er jedoch zu immer weniger Einsätzen, auch wegen zunehmenden Verletzungen. In seiner letzten Saison 2020/21 kam er zu keinem Einsatz.

### Hertha BSC
Im Februar 2021 kehrte Khedira im Alter von 33 Jahren nach zehneinhalb Jahren im Ausland ablösefrei in die Bundesliga zurück und schloss sich Hertha BSC an. Am 5. Februar 2021 gab er sein Debüt bei der 0:1-Niederlage gegen den FC Bayern München. Bis zum Ende der Saison machte Khedira für Hertha BSC noch 9 Spiele und gab 2 Vorlagen.
Am 19. Mai 2021 gab Khedira auf einer Pressekonferenz bekannt, zum Saisonende 2020/21 seine aktive Profikarriere zu beenden. Das Spiel gegen die TSG Hoffenheim am 22. Mai 2021 (34. Spieltag) war sein letztes Profispiel.

## Nationalmannschaft

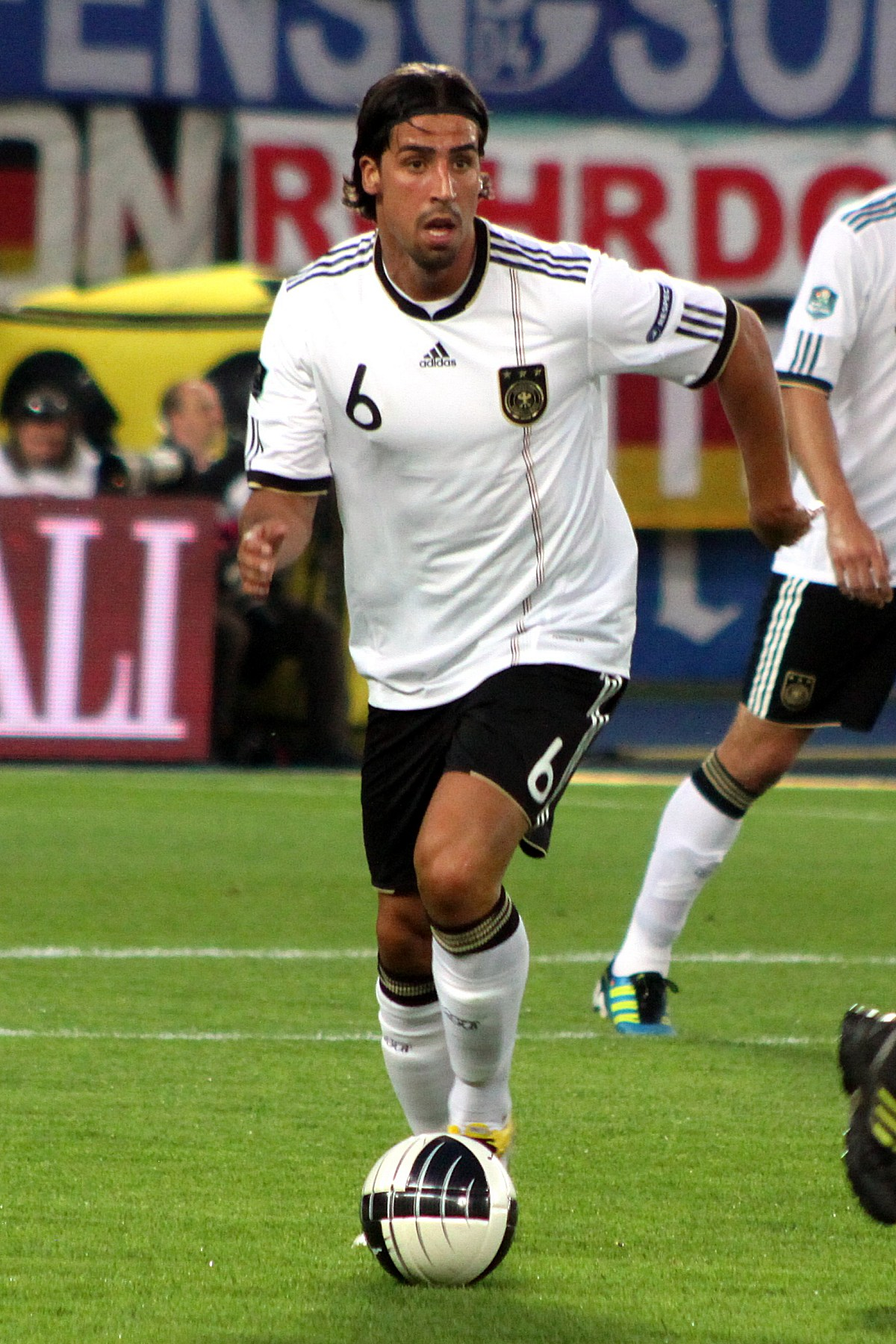
Khedira 2011 im Trikot der deutschen Nationalmannschaft

Khedira bestritt insgesamt 30 Länderspiele für verschiedene deutsche Junioren-Nationalmannschaften. Nachdem er wenige Monate zuvor erst U-21-Nationalspieler geworden war, wurde er am 16. August 2007 erstmals in das Aufgebot der deutschen A-Nationalmannschaft eingeladen. Allerdings sagte er seine Teilnahme am Freundschaftsspiel gegen England am 22. August 2007 ab, weil er wenige Tage zuvor in einem Bundesligaspiel gegen Hertha BSC einen Außenbandanriss am rechten Fuß erlitten hatte.
Mit der U21 qualifizierte er sich im Jahr darauf für die U-21-Europameisterschaft 2009 in Schweden. Gegen die U21 von Luxemburg erzielte er dabei drei Tore in einem Spiel. Im Turnier war Khedira Kapitän der von Horst Hrubesch trainierten Mannschaft. In vier der fünf Partien spielte er bei der EM, auch beim 4:0-Finalsieg gegen England, mit dem Deutschland den Titel gewann.
Am 5. September 2009 gab Khedira gegen Südafrika (2:0) sein A-Nationalmannschaftsdebüt, als er in der 73. Minute für Simon Rolfes eingewechselt wurde.

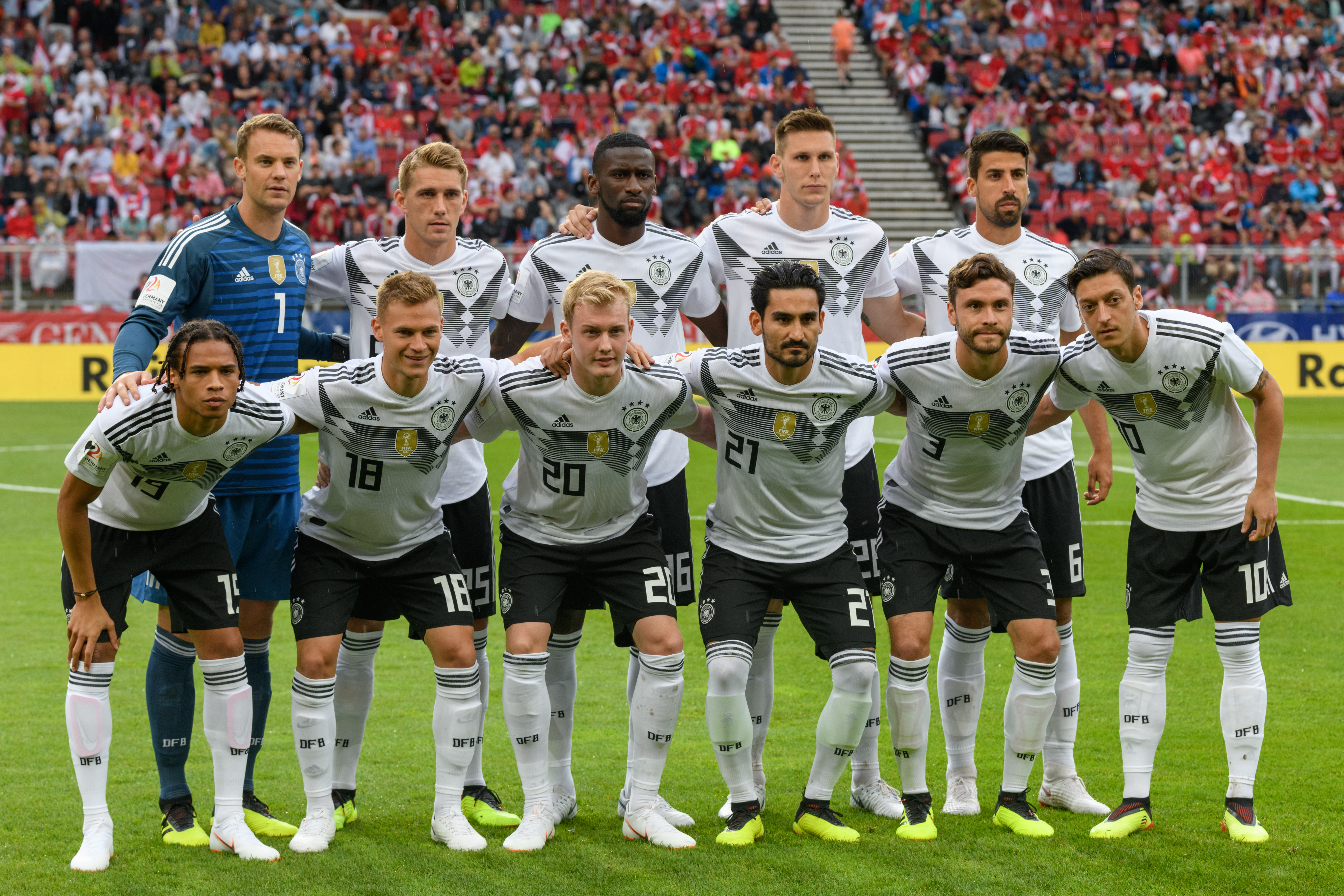
Mannschaftsfoto der deutschen Nationalmannschaft vor einem Freundschaftsspiel gegen Österreich 2018 (Khedira: obere Reihe rechts)

Bei der Weltmeisterschaft 2010 spielte er nach dem verletzungsbedingten Ausfall von Michael Ballack im 4-2-3-1-System zusammen mit Bastian Schweinsteiger im defensiven Mittelfeld der Nationalelf. Am 10. Juli 2010 im Spiel um Platz 3 gegen Uruguay erzielte Khedira in der 82. Spielminute mit seinem ersten Länderspieltor den Siegtreffer zum 3:2. Er absolvierte alle sieben Weltmeisterschaftspartien.
Nach der WM blieb Khedira in der deutschen Mannschaft gesetzt und spielte zwischen September 2010 und Oktober 2011 in acht der zehn Qualifikationsspiele für die Fußball-Europameisterschaft 2012, die alle gewonnen wurden. Er stand im deutschen EM-Aufgebot in der Stammelf und bildete erneut mit Bastian Schweinsteiger in allen fünf Turnierpartien die Doppelsechs im defensiven Mittelfeld. Im Viertelfinale brachte er nach dem Ausgleichstreffer der Griechen die deutsche Mannschaft mit seinem Tor zum 2:1 wieder in Führung. Nach diesem Turnier wurde er ins UEFA-All-Star-Team der EM 2012 gewählt.
Bei einem Testspiel gegen Italien am 15. November 2013 verletzte sich Khedira im Zuge eines selbst ausgeführten Foulspiels. Dabei erlitt er Schäden am vorderen Kreuzband und am Innenband, sodass er erst im Mai 2014 wieder ein Pflichtspiel absolvierte.
Am 8. Mai 2014 wurde Khedira trotz seiner langen Verletzung von Bundestrainer Joachim Löw in den Kader der Weltmeisterschaft 2014 berufen. Im zweiten Gruppenspiel gegen Ghana zog er sich eine Knie-Innenbandzerrung zu, wegen der er in der abschließenden Partie der Gruppe G gegen die USA pausierte. Beim 7:1-Halbfinalsieg gegen Brasilien erzielte Khedira in der 29. Spielminute den Treffer zum 5:0, nachdem er schon das 4:0 vorbereitet hatte. Nachdem er bereits für die offizielle Startaufstellung gemeldet war, verletzte sich Khedira beim Aufwärmen vor dem WM-Finale gegen Argentinien, das die deutsche Mannschaft mit 1:0 nach Verlängerung gewann und damit Weltmeister wurde.

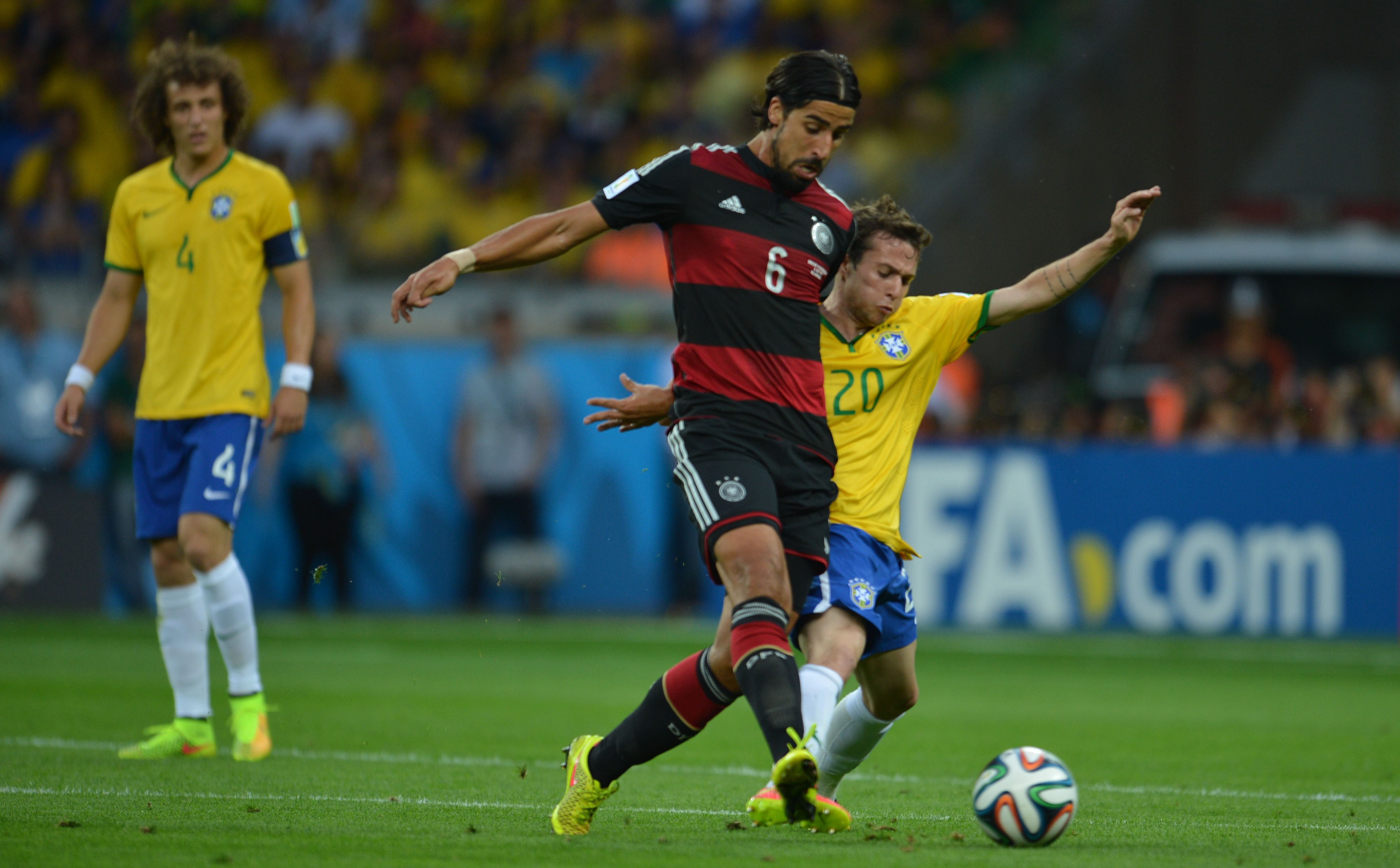
Khedira im Zweikampf mit Bernard während des WM-Halbfinalspiels 2014 gegen Brasilien (links: David Luiz)

Im Freundschaftsspiel gegen Spanien am 18. November 2014 führte Khedira das deutsche Team als Mannschaftskapitän an. Khedira ist der zehnte Spieler, der im selben Jahr den WM-Titel und die Champions League und, nach Roberto Carlos im Jahr 2002, der zweite Spieler der zusätzlich im selben Jahr die FIFA-Klub-Weltmeisterschaft bzw. den Vorgängerwettbewerb Weltpokal gewann.
Er stand im Kader der Nationalmannschaft bei der Fußball-Europameisterschaft 2016. Bis zum Viertelfinale stand er in allen Partien in der Startaufstellung. In der Partie gegen Italien wurde er nach einer Viertelstunde verletzt ausgewechselt. Er fehlte im Halbfinale gegen Gastgeber Frankreich, das mit 0:2 verloren wurde.
Bei der Weltmeisterschaft 2018 kam Khedira nach einer schwachen Leistung bei der 0:1-Auftaktniederlage gegen Mexiko beim 2:1-Sieg über Schweden nicht zum Einsatz. Im dritten Gruppenspiel gegen Südkorea (0:2), bei dem es um den Einzug ins Achtelfinale ging, kam Khedira wieder zum Einsatz und wurde in der 58. Minute gegen Mario Gómez ausgewechselt.
Nach dem frühzeitigen Ausscheiden der deutschen Nationalmannschaft bereits in der Vorrunde äußerte sich Khedira in einem Bild-Interview selbstkritisch in Bezug auf seine Leistung: „Meine persönliche Leistung ist mir auch heute noch unerklärlich.“ Im Spiel gegen Schweden habe er „zurecht auf der Bank gesessen.“ Auch äußerte er: „Meine Mitspieler und ich werden völlig zu Recht so hart kritisiert.“ Außerdem entschuldigte sich Khedira bei den Fans für das vorzeitige Ausscheiden bei der WM („Ein Moment, in dem ich einfach 'Sorry' sagen möchte.“)
Außerdem äußerte Khedira, dass man das Thema um den Eklat um die türkischstämmigen Nationalspieler Mesut Özil und Ilkay Gündoğan, die sich im Mai vor der Weltmeisterschaft mit dem türkischen Präsidenten Recep Tayyip Erdoğan getroffen und ein Foto mit ihm geschossen hatten, „unterschätzt“  habe. Man habe das Thema „nicht ruhig bekommen“.
Am 29. August 2018 kündigte Bundestrainer Joachim Löw in einer Pressekonferenz zum WM-Aus der Nationalmannschaft an, Khedira zukünftig nicht mehr zu nominieren. Löw hatte Khedira dies schon in einem Telefonat mitgeteilt. Dieser hatte zuvor erklärt, sich für das Ausscheiden „in der Verantwortung“ zu sehen. In seinen 77 A-Länderspielen, darunter 14 bei einer WM, erzielte Khedira sieben Treffer.

## Nach der aktiven Karriere
Zwischen Sommer 2022 und Juli 2023 war Khedira als sportlicher Berater bei seinem Ex-Verein VfB Stuttgart tätig.
Ebenfalls seit Sommer 2022 ist Khedira TV-Experte beim Streamingdienst DAZN. Zudem war er während der Fußball-WM 2022 ARD-Experte.

## Titel und Erfolge

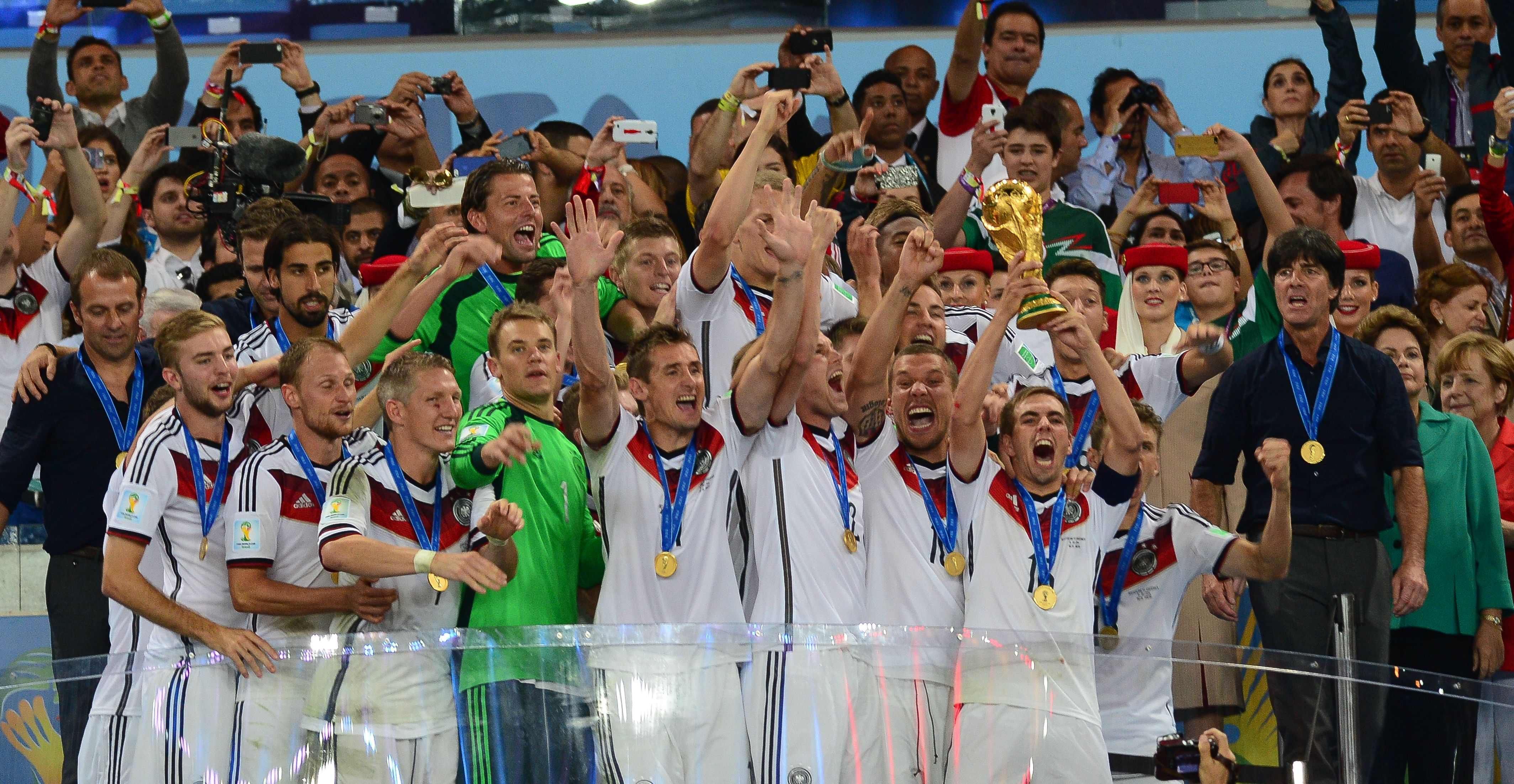
Sami Khedira (2. Reihe, 2. v. li.) nach dem Gewinn der WM 2014

### Nationalmannschaft
- Weltmeister: 2014
- Dritter der Weltmeisterschaft: 2010
- U-21-Europameister: 2009

### Vereine

#### VfB Stuttgart (2006–2010)
- Deutscher Meister: 2007

#### Real Madrid (2010–2015)
- UEFA Champions League: 2014
- FIFA-Klub-Weltmeister: 2014
- UEFA Super Cup: 2014
- Spanischer Meister: 2012
- Spanischer Pokalsieger: 2011, 2014
- Spanischer Supercupsieger: 2012

#### Juventus Turin (2015–2021)
- Italienischer Meister (5): 2016, 2017, 2018, 2019, 2020
- Italienischer Pokalsieger (3): 2016, 2017, 2018
- Italienischer Supercupsieger (3): 2015, 2018, 2020

## Auszeichnungen
- UEFA-All-Star-Team der Europameisterschaft 2012
- Silbernes Lorbeerblatt: 2010, 2014
- Bundesliga-Fußballer des Monats: Dezember 2008
- Torschütze des Monats: Dezember 2008[31]
- 2013 wurde Sami Khedira für sein großes Ansehen im Ausland mit dem Publikumspreis der Initiative „Deutscher Fußball Botschafter“ ausgezeichnet.[32]
- 2016 wurde ihm der Verdienstorden des Landes Baden-Württemberg für seinen Einsatz für benachteiligte Kinder und Jugendliche, unter anderem durch Gründung der Sami-Khedira-Stiftung, verliehen.

## Karrierestatistik
| Verein                    | Liga             | Saison          | Liga   | Liga | Nat. Pokal | Nat. Pokal | Europapokal | Europapokal | Andere | Andere | Gesamt | Gesamt |
| Verein                    | Liga             | Saison          | Spiele | Tore | Spiele     | Tore       | Spiele      | Tore        | Spiele | Tore   | Spiele | Tore   |
| ------------------------- | ---------------- | --------------- | ------ | ---- | ---------- | ---------- | ----------- | ----------- | ------ | ------ | ------ | ------ |
| VfB Stuttgart Amateure/II | Regionalliga Süd | 2004/05         | 5      | 0    | -          | -          | -           | -           | -      | -      | 5      | 0      |
| VfB Stuttgart Amateure/II | Regionalliga Süd | 2005/06         | 7      | 0    | -          | -          | -           | -           | -      | -      | 7      | 0      |
| VfB Stuttgart Amateure/II | Regionalliga Süd | 2006/07         | 9      | 1    | -          | -          | -           | -           | -      | -      | 9      | 1      |
| Gesamt                    | Gesamt           | Gesamt          | 21     | 1    | -          | -          | -           | -           | -      | -      | 21     | 1      |
| VfB Stuttgart             | Bundesliga       | 2006/07         | 22     | 4    | 4          | 0          | -           | -           | -      | -      | 26     | 4      |
| VfB Stuttgart             | Bundesliga       | 2007/08         | 24     | 1    | 4          | 0          | 5           | 0           | 1      | 0      | 34     | 1      |
| VfB Stuttgart             | Bundesliga       | 2008/09         | 27     | 7    | 2          | 0          | 8           | 1           | -      | -      | 37     | 8      |
| VfB Stuttgart             | Bundesliga       | 2009/10         | 25     | 2    | 2          | 1          | 8           | 0           | -      | -      | 35     | 3      |
| Gesamt                    | Gesamt           | Gesamt          | 98     | 14   | 12         | 1          | 21          | 1           | 1      | 0      | 132    | 16     |
| Real Madrid               | Primera División | 2010/11         | 25     | 0    | 7          | 0          | 8           | 0           | -      | -      | 40     | 0      |
| Real Madrid               | Primera División | 2011/12         | 28     | 2    | 4          | 1          | 8           | 1           | 2      | 0      | 42     | 4      |
| Real Madrid               | Primera División | 2012/13         | 25     | 3    | 6          | 1          | 11          | 0           | 2      | 0      | 44     | 4      |
| Real Madrid               | Primera División | 2013/14         | 13     | 1    | -          | -          | 5           | 0           | -      | -      | 18     | 1      |
| Real Madrid               | Primera División | 2014/15         | 11     | 0    | 3          | 0          | 2           | 0           | 1      | 0      | 17     | 0      |
| Gesamt                    | Gesamt           | Gesamt          | 102    | 6    | 20         | 2          | 34          | 1           | 5      | 0      | 161    | 9      |
| Juventus Turin            | Serie A          | 2015/16         | 20     | 5    | 1          | 0          | 4           | 0           | -      | -      | 25     | 5      |
| Juventus Turin            | Serie A          | 2016/17         | 30     | 5    | 3          | 0          | 9           | 0           | 1      | 0      | 43     | 5      |
| Juventus Turin            | Serie A          | 2017/18         | 27     | 9    | 4          | 0          | 8           | 0           | 1      | 0      | 40     | 9      |
| Juventus Turin            | Serie A          | 2018/19         | 10     | 2    | 2          | 0          | 4           | 0           | 1      | 0      | 17     | 2      |
| Juventus Turin            | Serie A          | 2019/20         | 12     | 0    | 1          | 0          | 5           | 0           | 0      | 0      | 18     | 0      |
| Juventus Turin            | Serie A          | 2020/21         | 0      | 0    | 0          | 0          | 0           | 0           | 0      | 0      | 0      | 0      |
| Gesamt                    | Gesamt           | Gesamt          | 99     | 21   | 11         | 0          | 30          | 0           | 3      | 0      | 143    | 21     |
| Hertha BSC                | Bundesliga       | 2020/21         | 9      | 0    | -          | -          | -           | -           | -      | -      | 9      | 0      |
| Gesamt                    | Gesamt           | Gesamt          | 9      | 0    | -          | -          | -           | -           | -      | -      | 9      | 0      |
| Karriere Gesamt           | Karriere Gesamt  | Karriere Gesamt | 329    | 42   | 43         | 3          | 85          | 2           | 9      | 0      | 466    | 47     |

Stand: Karriereende

## Privates
Von 2011 bis 2015 lebte er mit dem Model Lena Gercke zusammen, bis er im Juli 2015 die Trennung bekanntgab.

## Soziales Engagement
Im September 2017 kaufte Sami Khedira 1200 Tickets für das in Stuttgart stattfindende WM-Qualifikationsspiel der deutschen Nationalmannschaft gegen Norwegen und verschenkte diese an Einrichtungen, die sich um krebskranke oder aus sozial schwachen Familien stammende Kinder kümmern. Er erklärte hierzu: „Mir ist es wichtig, dass man nicht nur Geld gibt, sondern die Kinder auch was davon haben. Ich hoffe, dass ich ihnen eine kleine Freude machen kann.“

## Trivia

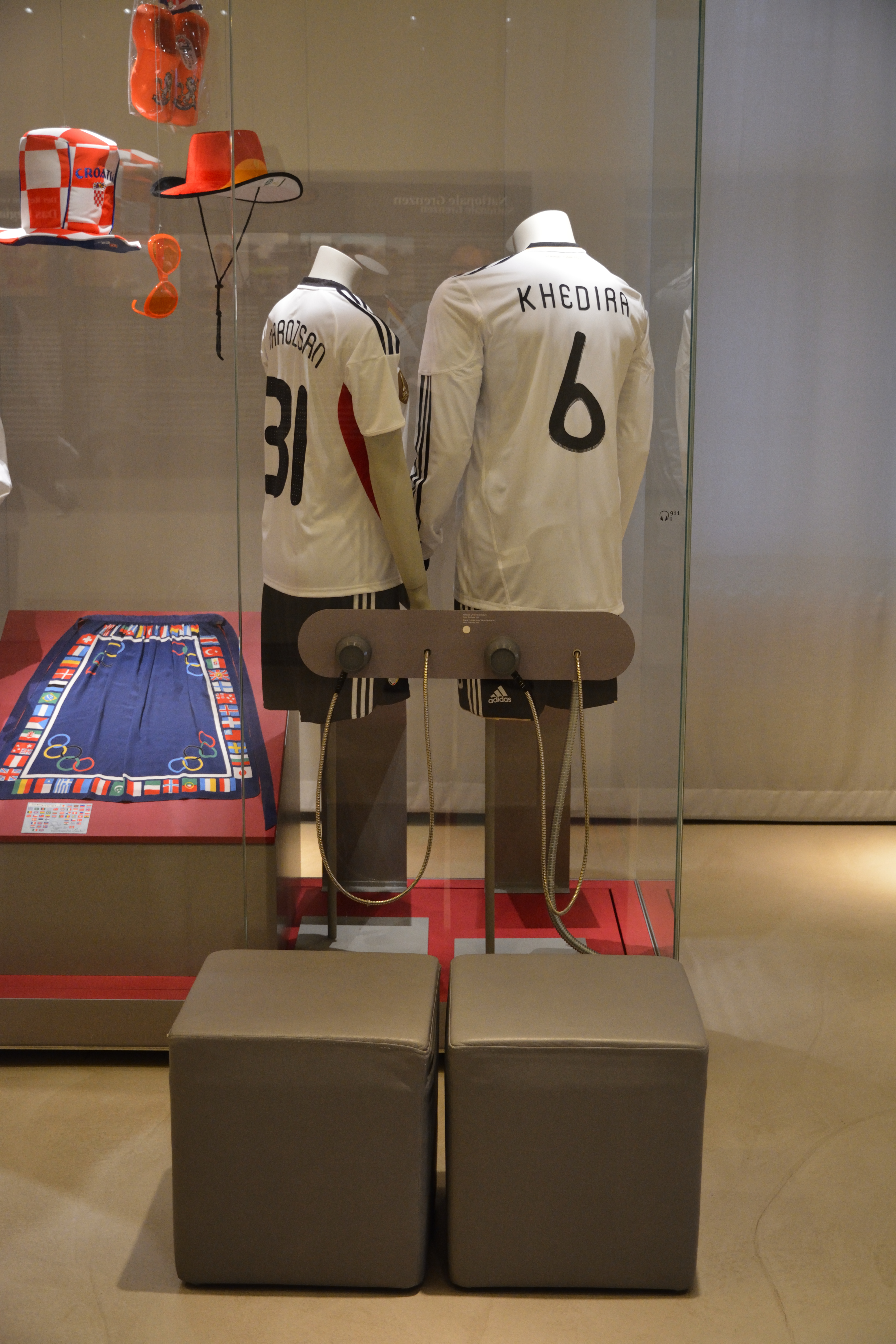
Ausstellung im Museum Europäischer Kulturen

Im Museum Europäischer Kulturen in Berlin wird ein Trikot von Khedira zusammen mit einem von Dzsenifer Marozsán ausgestellt.